# Blaasorkest
Een blaasorkest is een orkest dat bestaat uit blaasinstrumenten en vaak ook slaginstrumenten. Een blaasorkest kan een harmonieorkest, fanfare of brassband zijn. Ook wordt de term wel gebruikt voor blaaskapellen of boerenkapellen. Een symfonisch blaasorkest is een synoniem voor een harmonieorkest. Daarnaast kan de term gebruikt worden om in een symfonieorkest het blazersgedeelte van de bezetting aan te duiden.